# Luis Repetto
Luis Orlando Repetto Málaga (Lima, 4 de agosto de 1953-Lima, 9 de junio de 2020) fue un museólogo, gestor cultural y conductor de televisión peruano.

## Trayectoria
Estudió en el Colegio Militar Leoncio Prado. Fue director del Instituto Nacional de Cultura y director del Museo de Artes y Tradiciones Populares del Instituto Riva-Agüero hasta 2018. También cumplió la función de vicepresidente del Comité Peruano del Consejo Internacional de Museos ICOM-Perú y fue director del museo Centrum Católica de la PUCP. Durante años condujo el programa Noches de sábado, junto a Melanie Pérez Cartier, en Radio Programas del Perú. 
Fue asesor del microprograma turístico Callecitas de antaño en 2005. Posteriormente fue conductor del conocido programa de difusión cultural Museos puertas abiertas y Museos sin límites en TV Perú.

## Publicaciones
- En 1999 publicó El arte popular peruano en Lima a través del Museo Nacional de Arqueología, Antropología e Historia del Perú (MNAAHP) y la editorial Lluvia editores.
- A través de la Organización Regional para América Latina y el Caribe del Consejo Internacional de Museos (ICOM-LAC) publicó en 2003 el libro Museo Presbítero Maestro : cementerio de Lima.[9]
- También en Lima, el 2013 publicó El reino Chacha : etnografía de la región Amazonas a través del Museo Casa O'Higgins.[10]

## Reconocimientos
- 2014. Persona Meritoria de la Cultura, otorgado por el Ministerio de Cultura de Perú.[11]
- 2018. Medalla “Toribio Rodríguez de Mendoza”, otorgada por el Concejo Provincial de Chachapoyas.[12]

## Vida personal
Hasta su fallecimiento, mantuvo una relación sentimental y convivió durante ocho años con Jonathan Huamaní.